# Coupe des clubs champions européens de handball 1989-1990
Navigation
Coupe des clubs champions 1988-1989 Coupe des clubs champions 1990-1991
La saison 1989-1990 de la Coupe des clubs champions européens de handball de la 30e édition de la compétition. Organisée par l'IHF, elle met aux prises 28 équipes européennes.
Le vainqueur est le club soviétique du SKA Minsk qui remporte le sacre européen pour la troisième et dernière fois. Finaliste, le FC Barcelone atteint pour la première fois ce stade de la compétition.

## Participants
| Deuxième tour préliminaire | Deuxième tour préliminaire | Deuxième tour préliminaire | Deuxième tour préliminaire | Deuxième tour préliminaire | Deuxième tour préliminaire | Deuxième tour préliminaire | Deuxième tour préliminaire | Deuxième tour préliminaire | Deuxième tour préliminaire | Deuxième tour préliminaire | Deuxième tour préliminaire | Deuxième tour préliminaire | Deuxième tour préliminaire | Deuxième tour préliminaire | Deuxième tour préliminaire | Deuxième tour préliminaire | Deuxième tour préliminaire | Deuxième tour préliminaire | Deuxième tour préliminaire | Deuxième tour préliminaire | Deuxième tour préliminaire | Deuxième tour préliminaire | Deuxième tour préliminaire | Deuxième tour préliminaire | Deuxième tour préliminaire | Deuxième tour préliminaire | Deuxième tour préliminaire | Deuxième tour préliminaire | Deuxième tour préliminaire |
| --- | --- | --- | --- | --- | --- | --- | --- | --- | --- | --- | --- | --- | --- | --- | --- | --- | --- | --- | --- | --- | --- | --- | --- | --- | --- | --- | --- | --- | --- |
| - SKA Minsk : tenant du titre et Champion d'URSS - ASKV Francfort/Oder : Champion d'Allemagne de l'Est | - SKA Minsk : tenant du titre et Champion d'URSS - ASKV Francfort/Oder : Champion d'Allemagne de l'Est | - SKA Minsk : tenant du titre et Champion d'URSS - ASKV Francfort/Oder : Champion d'Allemagne de l'Est | - SKA Minsk : tenant du titre et Champion d'URSS - ASKV Francfort/Oder : Champion d'Allemagne de l'Est | - SKA Minsk : tenant du titre et Champion d'URSS - ASKV Francfort/Oder : Champion d'Allemagne de l'Est | - SKA Minsk : tenant du titre et Champion d'URSS - ASKV Francfort/Oder : Champion d'Allemagne de l'Est | - SKA Minsk : tenant du titre et Champion d'URSS - ASKV Francfort/Oder : Champion d'Allemagne de l'Est | - SKA Minsk : tenant du titre et Champion d'URSS - ASKV Francfort/Oder : Champion d'Allemagne de l'Est | - SKA Minsk : tenant du titre et Champion d'URSS - ASKV Francfort/Oder : Champion d'Allemagne de l'Est | - SKA Minsk : tenant du titre et Champion d'URSS - ASKV Francfort/Oder : Champion d'Allemagne de l'Est | - SKA Minsk : tenant du titre et Champion d'URSS - ASKV Francfort/Oder : Champion d'Allemagne de l'Est | - SKA Minsk : tenant du titre et Champion d'URSS - ASKV Francfort/Oder : Champion d'Allemagne de l'Est | - SKA Minsk : tenant du titre et Champion d'URSS - ASKV Francfort/Oder : Champion d'Allemagne de l'Est | - SKA Minsk : tenant du titre et Champion d'URSS - ASKV Francfort/Oder : Champion d'Allemagne de l'Est | - SKA Minsk : tenant du titre et Champion d'URSS - ASKV Francfort/Oder : Champion d'Allemagne de l'Est | - Steaua Bucarest : Champion de Roumanie - Redbergslids IK : Champion de Suède | - Steaua Bucarest : Champion de Roumanie - Redbergslids IK : Champion de Suède | - Steaua Bucarest : Champion de Roumanie - Redbergslids IK : Champion de Suède | - Steaua Bucarest : Champion de Roumanie - Redbergslids IK : Champion de Suède | - Steaua Bucarest : Champion de Roumanie - Redbergslids IK : Champion de Suède | - Steaua Bucarest : Champion de Roumanie - Redbergslids IK : Champion de Suède | - Steaua Bucarest : Champion de Roumanie - Redbergslids IK : Champion de Suède | - Steaua Bucarest : Champion de Roumanie - Redbergslids IK : Champion de Suède | - Steaua Bucarest : Champion de Roumanie - Redbergslids IK : Champion de Suède | - Steaua Bucarest : Champion de Roumanie - Redbergslids IK : Champion de Suède | - Steaua Bucarest : Champion de Roumanie - Redbergslids IK : Champion de Suède | - Steaua Bucarest : Champion de Roumanie - Redbergslids IK : Champion de Suède | - Steaua Bucarest : Champion de Roumanie - Redbergslids IK : Champion de Suède | - Steaua Bucarest : Champion de Roumanie - Redbergslids IK : Champion de Suède | - Steaua Bucarest : Champion de Roumanie - Redbergslids IK : Champion de Suède |
| Premier tour préliminaire | | | | | | | | | | | | | | | | | | | | | | | | | | | | | |
| - TUSEM Essen : Champion d'Allemagne de l'ouest - UHK Volksbank Vienne : Champion d'Autriche - Sporting Neerpelt : Champion de Belgique - CSKA Sofia : Champion de Bulgarie - Helsingør HF : Champion du Danemark - FC Barcelone : Champion d'Espagne - BK-46 Karis : Champion de Finlande - US Créteil : Champion de France 1988-1989 - Manchester United : Champion de Grande-Bretagne - AS Fílippos Véria : Champion de Grèce - Kyndil Tórshavn : Champion des Îles Féroé - Valur Reykjavík : Champion d'Islande | - TUSEM Essen : Champion d'Allemagne de l'ouest - UHK Volksbank Vienne : Champion d'Autriche - Sporting Neerpelt : Champion de Belgique - CSKA Sofia : Champion de Bulgarie - Helsingør HF : Champion du Danemark - FC Barcelone : Champion d'Espagne - BK-46 Karis : Champion de Finlande - US Créteil : Champion de France 1988-1989 - Manchester United : Champion de Grande-Bretagne - AS Fílippos Véria : Champion de Grèce - Kyndil Tórshavn : Champion des Îles Féroé - Valur Reykjavík : Champion d'Islande | - TUSEM Essen : Champion d'Allemagne de l'ouest - UHK Volksbank Vienne : Champion d'Autriche - Sporting Neerpelt : Champion de Belgique - CSKA Sofia : Champion de Bulgarie - Helsingør HF : Champion du Danemark - FC Barcelone : Champion d'Espagne - BK-46 Karis : Champion de Finlande - US Créteil : Champion de France 1988-1989 - Manchester United : Champion de Grande-Bretagne - AS Fílippos Véria : Champion de Grèce - Kyndil Tórshavn : Champion des Îles Féroé - Valur Reykjavík : Champion d'Islande | - TUSEM Essen : Champion d'Allemagne de l'ouest - UHK Volksbank Vienne : Champion d'Autriche - Sporting Neerpelt : Champion de Belgique - CSKA Sofia : Champion de Bulgarie - Helsingør HF : Champion du Danemark - FC Barcelone : Champion d'Espagne - BK-46 Karis : Champion de Finlande - US Créteil : Champion de France 1988-1989 - Manchester United : Champion de Grande-Bretagne - AS Fílippos Véria : Champion de Grèce - Kyndil Tórshavn : Champion des Îles Féroé - Valur Reykjavík : Champion d'Islande | - TUSEM Essen : Champion d'Allemagne de l'ouest - UHK Volksbank Vienne : Champion d'Autriche - Sporting Neerpelt : Champion de Belgique - CSKA Sofia : Champion de Bulgarie - Helsingør HF : Champion du Danemark - FC Barcelone : Champion d'Espagne - BK-46 Karis : Champion de Finlande - US Créteil : Champion de France 1988-1989 - Manchester United : Champion de Grande-Bretagne - AS Fílippos Véria : Champion de Grèce - Kyndil Tórshavn : Champion des Îles Féroé - Valur Reykjavík : Champion d'Islande | - TUSEM Essen : Champion d'Allemagne de l'ouest - UHK Volksbank Vienne : Champion d'Autriche - Sporting Neerpelt : Champion de Belgique - CSKA Sofia : Champion de Bulgarie - Helsingør HF : Champion du Danemark - FC Barcelone : Champion d'Espagne - BK-46 Karis : Champion de Finlande - US Créteil : Champion de France 1988-1989 - Manchester United : Champion de Grande-Bretagne - AS Fílippos Véria : Champion de Grèce - Kyndil Tórshavn : Champion des Îles Féroé - Valur Reykjavík : Champion d'Islande | - TUSEM Essen : Champion d'Allemagne de l'ouest - UHK Volksbank Vienne : Champion d'Autriche - Sporting Neerpelt : Champion de Belgique - CSKA Sofia : Champion de Bulgarie - Helsingør HF : Champion du Danemark - FC Barcelone : Champion d'Espagne - BK-46 Karis : Champion de Finlande - US Créteil : Champion de France 1988-1989 - Manchester United : Champion de Grande-Bretagne - AS Fílippos Véria : Champion de Grèce - Kyndil Tórshavn : Champion des Îles Féroé - Valur Reykjavík : Champion d'Islande | - TUSEM Essen : Champion d'Allemagne de l'ouest - UHK Volksbank Vienne : Champion d'Autriche - Sporting Neerpelt : Champion de Belgique - CSKA Sofia : Champion de Bulgarie - Helsingør HF : Champion du Danemark - FC Barcelone : Champion d'Espagne - BK-46 Karis : Champion de Finlande - US Créteil : Champion de France 1988-1989 - Manchester United : Champion de Grande-Bretagne - AS Fílippos Véria : Champion de Grèce - Kyndil Tórshavn : Champion des Îles Féroé - Valur Reykjavík : Champion d'Islande | - TUSEM Essen : Champion d'Allemagne de l'ouest - UHK Volksbank Vienne : Champion d'Autriche - Sporting Neerpelt : Champion de Belgique - CSKA Sofia : Champion de Bulgarie - Helsingør HF : Champion du Danemark - FC Barcelone : Champion d'Espagne - BK-46 Karis : Champion de Finlande - US Créteil : Champion de France 1988-1989 - Manchester United : Champion de Grande-Bretagne - AS Fílippos Véria : Champion de Grèce - Kyndil Tórshavn : Champion des Îles Féroé - Valur Reykjavík : Champion d'Islande | - TUSEM Essen : Champion d'Allemagne de l'ouest - UHK Volksbank Vienne : Champion d'Autriche - Sporting Neerpelt : Champion de Belgique - CSKA Sofia : Champion de Bulgarie - Helsingør HF : Champion du Danemark - FC Barcelone : Champion d'Espagne - BK-46 Karis : Champion de Finlande - US Créteil : Champion de France 1988-1989 - Manchester United : Champion de Grande-Bretagne - AS Fílippos Véria : Champion de Grèce - Kyndil Tórshavn : Champion des Îles Féroé - Valur Reykjavík : Champion d'Islande | - TUSEM Essen : Champion d'Allemagne de l'ouest - UHK Volksbank Vienne : Champion d'Autriche - Sporting Neerpelt : Champion de Belgique - CSKA Sofia : Champion de Bulgarie - Helsingør HF : Champion du Danemark - FC Barcelone : Champion d'Espagne - BK-46 Karis : Champion de Finlande - US Créteil : Champion de France 1988-1989 - Manchester United : Champion de Grande-Bretagne - AS Fílippos Véria : Champion de Grèce - Kyndil Tórshavn : Champion des Îles Féroé - Valur Reykjavík : Champion d'Islande | - TUSEM Essen : Champion d'Allemagne de l'ouest - UHK Volksbank Vienne : Champion d'Autriche - Sporting Neerpelt : Champion de Belgique - CSKA Sofia : Champion de Bulgarie - Helsingør HF : Champion du Danemark - FC Barcelone : Champion d'Espagne - BK-46 Karis : Champion de Finlande - US Créteil : Champion de France 1988-1989 - Manchester United : Champion de Grande-Bretagne - AS Fílippos Véria : Champion de Grèce - Kyndil Tórshavn : Champion des Îles Féroé - Valur Reykjavík : Champion d'Islande | - TUSEM Essen : Champion d'Allemagne de l'ouest - UHK Volksbank Vienne : Champion d'Autriche - Sporting Neerpelt : Champion de Belgique - CSKA Sofia : Champion de Bulgarie - Helsingør HF : Champion du Danemark - FC Barcelone : Champion d'Espagne - BK-46 Karis : Champion de Finlande - US Créteil : Champion de France 1988-1989 - Manchester United : Champion de Grande-Bretagne - AS Fílippos Véria : Champion de Grèce - Kyndil Tórshavn : Champion des Îles Féroé - Valur Reykjavík : Champion d'Islande | - TUSEM Essen : Champion d'Allemagne de l'ouest - UHK Volksbank Vienne : Champion d'Autriche - Sporting Neerpelt : Champion de Belgique - CSKA Sofia : Champion de Bulgarie - Helsingør HF : Champion du Danemark - FC Barcelone : Champion d'Espagne - BK-46 Karis : Champion de Finlande - US Créteil : Champion de France 1988-1989 - Manchester United : Champion de Grande-Bretagne - AS Fílippos Véria : Champion de Grèce - Kyndil Tórshavn : Champion des Îles Féroé - Valur Reykjavík : Champion d'Islande | - TUSEM Essen : Champion d'Allemagne de l'ouest - UHK Volksbank Vienne : Champion d'Autriche - Sporting Neerpelt : Champion de Belgique - CSKA Sofia : Champion de Bulgarie - Helsingør HF : Champion du Danemark - FC Barcelone : Champion d'Espagne - BK-46 Karis : Champion de Finlande - US Créteil : Champion de France 1988-1989 - Manchester United : Champion de Grande-Bretagne - AS Fílippos Véria : Champion de Grèce - Kyndil Tórshavn : Champion des Îles Féroé - Valur Reykjavík : Champion d'Islande | - Maccabi Rishon LeZion : Champion d'Israël - CC Ortigia Siracusa : Champion d'Italie - HB Eschois Fola : Champion du Luxembourg - Rába ETO Győr : Champion de Hongrie - Stavanger IF : Champion de Norvège - HV Haka Emmen : Champion des Pays-Bas - SC Pogon Zabrze : Champion de Pologne - Benfica Lisbonne : Champion du Portugal - VSJ Košice : Champion de Tchécoslovaquie - Arçelik SK : Champion de Turquie - ZMC Amicitia Zurich : Champion de Suisse - RK Zagreb Chromos : Champion de Yougoslavie | - Maccabi Rishon LeZion : Champion d'Israël - CC Ortigia Siracusa : Champion d'Italie - HB Eschois Fola : Champion du Luxembourg - Rába ETO Győr : Champion de Hongrie - Stavanger IF : Champion de Norvège - HV Haka Emmen : Champion des Pays-Bas - SC Pogon Zabrze : Champion de Pologne - Benfica Lisbonne : Champion du Portugal - VSJ Košice : Champion de Tchécoslovaquie - Arçelik SK : Champion de Turquie - ZMC Amicitia Zurich : Champion de Suisse - RK Zagreb Chromos : Champion de Yougoslavie | - Maccabi Rishon LeZion : Champion d'Israël - CC Ortigia Siracusa : Champion d'Italie - HB Eschois Fola : Champion du Luxembourg - Rába ETO Győr : Champion de Hongrie - Stavanger IF : Champion de Norvège - HV Haka Emmen : Champion des Pays-Bas - SC Pogon Zabrze : Champion de Pologne - Benfica Lisbonne : Champion du Portugal - VSJ Košice : Champion de Tchécoslovaquie - Arçelik SK : Champion de Turquie - ZMC Amicitia Zurich : Champion de Suisse - RK Zagreb Chromos : Champion de Yougoslavie | - Maccabi Rishon LeZion : Champion d'Israël - CC Ortigia Siracusa : Champion d'Italie - HB Eschois Fola : Champion du Luxembourg - Rába ETO Győr : Champion de Hongrie - Stavanger IF : Champion de Norvège - HV Haka Emmen : Champion des Pays-Bas - SC Pogon Zabrze : Champion de Pologne - Benfica Lisbonne : Champion du Portugal - VSJ Košice : Champion de Tchécoslovaquie - Arçelik SK : Champion de Turquie - ZMC Amicitia Zurich : Champion de Suisse - RK Zagreb Chromos : Champion de Yougoslavie | - Maccabi Rishon LeZion : Champion d'Israël - CC Ortigia Siracusa : Champion d'Italie - HB Eschois Fola : Champion du Luxembourg - Rába ETO Győr : Champion de Hongrie - Stavanger IF : Champion de Norvège - HV Haka Emmen : Champion des Pays-Bas - SC Pogon Zabrze : Champion de Pologne - Benfica Lisbonne : Champion du Portugal - VSJ Košice : Champion de Tchécoslovaquie - Arçelik SK : Champion de Turquie - ZMC Amicitia Zurich : Champion de Suisse - RK Zagreb Chromos : Champion de Yougoslavie | - Maccabi Rishon LeZion : Champion d'Israël - CC Ortigia Siracusa : Champion d'Italie - HB Eschois Fola : Champion du Luxembourg - Rába ETO Győr : Champion de Hongrie - Stavanger IF : Champion de Norvège - HV Haka Emmen : Champion des Pays-Bas - SC Pogon Zabrze : Champion de Pologne - Benfica Lisbonne : Champion du Portugal - VSJ Košice : Champion de Tchécoslovaquie - Arçelik SK : Champion de Turquie - ZMC Amicitia Zurich : Champion de Suisse - RK Zagreb Chromos : Champion de Yougoslavie | - Maccabi Rishon LeZion : Champion d'Israël - CC Ortigia Siracusa : Champion d'Italie - HB Eschois Fola : Champion du Luxembourg - Rába ETO Győr : Champion de Hongrie - Stavanger IF : Champion de Norvège - HV Haka Emmen : Champion des Pays-Bas - SC Pogon Zabrze : Champion de Pologne - Benfica Lisbonne : Champion du Portugal - VSJ Košice : Champion de Tchécoslovaquie - Arçelik SK : Champion de Turquie - ZMC Amicitia Zurich : Champion de Suisse - RK Zagreb Chromos : Champion de Yougoslavie | - Maccabi Rishon LeZion : Champion d'Israël - CC Ortigia Siracusa : Champion d'Italie - HB Eschois Fola : Champion du Luxembourg - Rába ETO Győr : Champion de Hongrie - Stavanger IF : Champion de Norvège - HV Haka Emmen : Champion des Pays-Bas - SC Pogon Zabrze : Champion de Pologne - Benfica Lisbonne : Champion du Portugal - VSJ Košice : Champion de Tchécoslovaquie - Arçelik SK : Champion de Turquie - ZMC Amicitia Zurich : Champion de Suisse - RK Zagreb Chromos : Champion de Yougoslavie | - Maccabi Rishon LeZion : Champion d'Israël - CC Ortigia Siracusa : Champion d'Italie - HB Eschois Fola : Champion du Luxembourg - Rába ETO Győr : Champion de Hongrie - Stavanger IF : Champion de Norvège - HV Haka Emmen : Champion des Pays-Bas - SC Pogon Zabrze : Champion de Pologne - Benfica Lisbonne : Champion du Portugal - VSJ Košice : Champion de Tchécoslovaquie - Arçelik SK : Champion de Turquie - ZMC Amicitia Zurich : Champion de Suisse - RK Zagreb Chromos : Champion de Yougoslavie | - Maccabi Rishon LeZion : Champion d'Israël - CC Ortigia Siracusa : Champion d'Italie - HB Eschois Fola : Champion du Luxembourg - Rába ETO Győr : Champion de Hongrie - Stavanger IF : Champion de Norvège - HV Haka Emmen : Champion des Pays-Bas - SC Pogon Zabrze : Champion de Pologne - Benfica Lisbonne : Champion du Portugal - VSJ Košice : Champion de Tchécoslovaquie - Arçelik SK : Champion de Turquie - ZMC Amicitia Zurich : Champion de Suisse - RK Zagreb Chromos : Champion de Yougoslavie | - Maccabi Rishon LeZion : Champion d'Israël - CC Ortigia Siracusa : Champion d'Italie - HB Eschois Fola : Champion du Luxembourg - Rába ETO Győr : Champion de Hongrie - Stavanger IF : Champion de Norvège - HV Haka Emmen : Champion des Pays-Bas - SC Pogon Zabrze : Champion de Pologne - Benfica Lisbonne : Champion du Portugal - VSJ Košice : Champion de Tchécoslovaquie - Arçelik SK : Champion de Turquie - ZMC Amicitia Zurich : Champion de Suisse - RK Zagreb Chromos : Champion de Yougoslavie | - Maccabi Rishon LeZion : Champion d'Israël - CC Ortigia Siracusa : Champion d'Italie - HB Eschois Fola : Champion du Luxembourg - Rába ETO Győr : Champion de Hongrie - Stavanger IF : Champion de Norvège - HV Haka Emmen : Champion des Pays-Bas - SC Pogon Zabrze : Champion de Pologne - Benfica Lisbonne : Champion du Portugal - VSJ Košice : Champion de Tchécoslovaquie - Arçelik SK : Champion de Turquie - ZMC Amicitia Zurich : Champion de Suisse - RK Zagreb Chromos : Champion de Yougoslavie | - Maccabi Rishon LeZion : Champion d'Israël - CC Ortigia Siracusa : Champion d'Italie - HB Eschois Fola : Champion du Luxembourg - Rába ETO Győr : Champion de Hongrie - Stavanger IF : Champion de Norvège - HV Haka Emmen : Champion des Pays-Bas - SC Pogon Zabrze : Champion de Pologne - Benfica Lisbonne : Champion du Portugal - VSJ Košice : Champion de Tchécoslovaquie - Arçelik SK : Champion de Turquie - ZMC Amicitia Zurich : Champion de Suisse - RK Zagreb Chromos : Champion de Yougoslavie | - Maccabi Rishon LeZion : Champion d'Israël - CC Ortigia Siracusa : Champion d'Italie - HB Eschois Fola : Champion du Luxembourg - Rába ETO Győr : Champion de Hongrie - Stavanger IF : Champion de Norvège - HV Haka Emmen : Champion des Pays-Bas - SC Pogon Zabrze : Champion de Pologne - Benfica Lisbonne : Champion du Portugal - VSJ Košice : Champion de Tchécoslovaquie - Arçelik SK : Champion de Turquie - ZMC Amicitia Zurich : Champion de Suisse - RK Zagreb Chromos : Champion de Yougoslavie | - Maccabi Rishon LeZion : Champion d'Israël - CC Ortigia Siracusa : Champion d'Italie - HB Eschois Fola : Champion du Luxembourg - Rába ETO Győr : Champion de Hongrie - Stavanger IF : Champion de Norvège - HV Haka Emmen : Champion des Pays-Bas - SC Pogon Zabrze : Champion de Pologne - Benfica Lisbonne : Champion du Portugal - VSJ Košice : Champion de Tchécoslovaquie - Arçelik SK : Champion de Turquie - ZMC Amicitia Zurich : Champion de Suisse - RK Zagreb Chromos : Champion de Yougoslavie |

## Résultats

### Tour préliminaire
Les résultats du tour préliminaire sont :
| Équipe                | Aller   | Total   | Retour  | Équipe               |
| --------------------- | ------- | ------- | ------- | -------------------- |
| VSJ Košice            | 21 – 16 | 36 – 39 | 15 – 23 | CSKA Sofia           |
| RK Zagreb Chromos     | 29 – 20 | 46 – 39 | 17 – 19 | SC Pogon Zabrze      |
| BK-46 Karis           | 30 – 25 | 47 – 57 | 17 – 32 | Stavanger IF         |
| Kyndil Tórshavn       | 27 – 26 | 41 – 55 | 14 – 29 | Valur Reykjavík      |
| Helsingør HF          | 30 – 11 | 60 – 28 | 30 – 17 | HB Eschois Fola      |
| TUSEM Essen           | 26 – 17 | 51 – 35 | 25 – 18 | HV Haka Emmen        |
| CC Ortigia Siracusa   | 30 – 18 | 51 – 39 | 21 – 21 | Arçelik SK           |
| FC Barcelone          | 28 – 17 | 46 – 37 | 18 – 20 | Benfica Lisbonne     |
| Sporting Neerpelt     | 22 – 17 | 37 – 38 | 15 – 21 | UHK Volksbank Vienne |
| Rába ETO Győr         | 33 – 15 | 56 – 38 | 23 – 23 | AS Fílippos Véria    |
| ZMC Amicitia Zurich   | 41 – 12 | 81 – 21 | 40 – 9  | Manchester United    |
| Maccabi Rishon LeZion | 15 – 29 | 30 – 53 | 15 – 24 | US Créteil           |

Les buteurs de l'US Créteil sont :
- Match aller : Esparre (7), Isaković (5, dont 2 pen.), Mahé (3), Bernard (3), Tristant (3), Bouaouli (3), Desroses (3), Huet (1), Schaaf (1).
- Match retour : Isaković (6 dont 4 pen.), Bernard (4), Tristant (4), Esparre (3), Bouaouli (3), Mahé (3), Schaaf (1).

### Huitièmes de finale
| Équipe               | Aller   | Total   | Retour  | Équipe              |
| -------------------- | ------- | ------- | ------- | ------------------- |
| SKA Minsk            | 39 – 21 | 67 – 46 | 28 – 25 | Stavanger IF        |
| Rába ETO Győr        | 29 – 23 | 60 – 44 | 31 – 21 | Valur Reykjavík     |
| Steaua Bucarest      | 21 – 22 | 44 – 51 | 23 – 29 | TUSEM Essen         |
| RK Zagreb Chromos    | 28 – 19 | 55 – 41 | 27 – 22 | Helsingør HF        |
| CC Ortigia Siracusa  | 17 – 17 | 33 – 43 | 16 – 29 | ASKV Francfort/Oder |
| UHK Volksbank Vienne | 19 – 19 | 37 – 40 | 18 – 21 | US Creteil          |
| Redbergslids IK      | 16 – 16 | 37 – 34 | 21 – 18 | ZMC Amicitia Zurich |
| CSKA Sofia           | 16 – 26 | 37 – 62 | 21 – 36 | FC Barcelone        |

### Tableau final
| \| Barcelone Minsk Győr Göteborg Essen Francfort/Oder Créteil Zagreb \| Localisation des équipes en phase finale. |
| Barcelone Minsk Győr Göteborg Essen Francfort/Oder Créteil Zagreb                                                 |

|  | Quarts de finale    | Quarts de finale    | Quarts de finale | Quarts de finale |              |              | Demi-finales | Demi-finales | Demi-finales | Demi-finales |  |  | Finale | Finale | Finale | Finale |
|  |                     |                     |                  |                  |              |              |              |              |              |              |  |  |        |        |        |        |
|  |                     |                     |                  |                  |              |              |              |              |              |              |  |  |        |        |        |        |
|  |                     |                     |                  |                  |              |              |              |              |              |              |  |  |        |        |        |        |
|  | Raba ETO Győr       | Raba ETO Győr       | 21               | 22               |              |              |              |              |              |              |  |  |        |        |        |        |
|  | Raba ETO Győr       | Raba ETO Győr       | 21               | 22               |              |              |              |              |              |              |  |  |        |        |        |        |
|  | SKA Minsk           | SKA Minsk           | 29               | 31               |              |              |              |              |              |              |  |  |        |        |        |        |
|  | SKA Minsk           | SKA Minsk           | 29               | 31               | SKA Minsk    | SKA Minsk    | 27           | 28           |              |              |  |  |        |        |        |        |
|  |                     |                     |                  |                  | SKA Minsk    | SKA Minsk    | 27           | 28           |              |              |  |  |        |        |        |        |
|  |                     |                     | TUSEM Essen      | TUSEM Essen      | 17           | 28           |              |              |              |              |  |  |        |        |        |        |
|  | TUSEM Essen         | TUSEM Essen         | TUSEM Essen      | TUSEM Essen      | 17           | 28           | 24           | 26           |              |              |  |  |        |        |        |        |
|  | TUSEM Essen         | TUSEM Essen         |                  |                  |              |              |              | 26           |              |              |  |  |        |        |        |        |
|  | RK Zagreb Chromos   | RK Zagreb Chromos   | 17               | 32               |              |              |              |              |              |              |  |  |        |        |        |        |
|  | RK Zagreb Chromos   | RK Zagreb Chromos   | 17               | 32               | SKA Minsk    | SKA Minsk    | 26           | 27           |              |              |  |  |        |        |        |        |
|  |                     |                     |                  |                  | SKA Minsk    | SKA Minsk    | 26           | 27           |              |              |  |  |        |        |        |        |
|  |                     |                     | FC Barcelone     | FC Barcelone     | 21           | 29           |              |              |              |              |  |  |        |        |        |        |
|  | ASKV Francfort/Oder | ASKV Francfort/Oder | FC Barcelone     | FC Barcelone     | 21           | 29           | 22           | 13           |              |              |  |  |        |        |        |        |
|  | ASKV Francfort/Oder | ASKV Francfort/Oder |                  |                  |              |              |              |              |              |              |  |  |        |        |        |        |
|  | US Créteil          | US Créteil          | 18               | 25               |              |              |              |              |              |              |  |  |        |        |        |        |
|  | US Créteil          | US Créteil          | 18               | 25               | FC Barcelone | FC Barcelone | 23           | 20           |              |              |  |  |        |        |        |        |
|  |                     |                     |                  |                  | FC Barcelone | FC Barcelone | 23           | 20           |              |              |  |  |        |        |        |        |
|  |                     |                     | US Créteil       | US Créteil       | 18           | 19           |              |              |              |              |  |  |        |        |        |        |
|  | Redbergslids IK     | Redbergslids IK     | US Créteil       | US Créteil       | 18           | 19           | 22           | 14           |              |              |  |  |        |        |        |        |
|  | Redbergslids IK     | Redbergslids IK     |                  |                  |              |              |              | 14           |              |              |  |  |        |        |        |        |
|  | FC Barcelone        | FC Barcelone        | 20               | 29               |              |              |              |              |              |              |  |  |        |        |        |        |
|  | FC Barcelone        | FC Barcelone        | 20               | 29               |              |              |              |              |              |              |  |  |        |        |        |        |
|  |                     |                     |                  |                  |              |              |              |              |              |              |  |  |        |        |        |        |

### Quarts de finale
Les résultats des quarts de finales sont,
| Équipe              | Aller   | Total   | Retour  | Équipe            |
| ------------------- | ------- | ------- | ------- | ----------------- |
| Raba ETO Győr       | 21 – 29 | 43 – 60 | 22 – 31 | SKA Minsk         |
| TUSEM Essen         | 24 – 17 | 50 – 49 | 26 – 32 | RK Zagreb Chromos |
| ASKV Francfort/Oder | 17 – 17 | 33 – 39 | 16 – 22 | US Créteil        |
| Redbergslids IK     | 22 – 16 | 41 – 44 | 19 – 28 | FC Barcelone      |

Les buteurs de l'US Créteil sont :
- Match aller : Isaković (9, dont 4 pen,), Tristant (3), Bernard (2), Esparre (1), Houlet (1), ? (1).
- Match retour : Mahé (8, dont 2 pen.), Esparre (4), Bouaouli (4), Tristant (2), Bernard (2), Houlet (1), Huet (1).

### Demi-finales
Les résultats des demi-finales sont, :
| Équipe       | Aller   | Total   | Retour  | Équipe      |
| ------------ | ------- | ------- | ------- | ----------- |
| SKA Minsk    | 27 – 17 | 55 – 45 | 28 – 28 | TUSEM Essen |
| FC Barcelone | 23 – 18 | 43 – 37 | 20 – 19 | US Créteil  |

Les buteurs des matchs de l'US Créteil sont
- Match aller : Barcelone 23-18 (11-9) Créteil[7]
  -  FC Barcelone (23) : Vujović (5, dont 1 pen.), Kalina (4), De la Puente (3), Serrano (3, dont 1 pen.), Grau (1), Portner (3, dont 2 pen.), Barbeito (3), Urdangarin (1). Entraîneur : Valero Rivera
  -  US Créteil (18) : Houlet (5), Tristant (3, dont 2 pen.), Bernard (4), Esparre (2), Bouaouli (1), Huet (1), Mahé (2, dont 1 pen., ), Schaaf (). Entraîneur : Branislav Pokrajac

A noter que Mile Isaković était suspendu pour ce match
- Match retour : Créteil 19-20 (6-9) Barcelone[7]
  -  US Créteil (19) : Isaković (9/15, dont 1/2 pen,), Mahé (3/7, dont 2/3 pen,), Tristant (2/2), Desrose (2/3), Schaaf (1/4), Esparre (1/2), Bouaouli (1/1), Bernard (0/1), Huet (0/1), Houlet (0/3). Gardiens de buts Perez (2/7) 1 ; Velić (8/23). Entraîneur : Branislav Pokrajac
  -  FC Barcelone (20) : Vujović (5, dont 1 pen.), De la Puente (3), Urdangarin (3), Portner (3 pen.), Kalina (3), Serrano (2), Barbeito (1). Entraîneur : Valero Rivera

### Finale
| Club      | Aller   | Total   | Retour  | Club         |
| --------- | ------- | ------- | ------- | ------------ |
| SKA Minsk | 26 – 21 | 53 – 50 | 27 – 29 | FC Barcelone |

Finale aller
| 27 mai 1990 15h00 | SKA Minsk              | 26 – 21 | FC Barcelone      | Palais des sports Uruchie, Minsk Arbitrage : Christensen et Jørgensen |
| 27 mai 1990 15h00 | Mikhaïl Iakimovitch 10 | (12-8)  | Veselin Vujović 7 | Palais des sports Uruchie, Minsk Arbitrage : Christensen et Jørgensen |
| 27 mai 1990 15h00 | ×2                     | ,       | ×2                | Palais des sports Uruchie, Minsk Arbitrage : Christensen et Jørgensen |

| SKA Minsk                         |     |                             |                |            |
| 1                                 | GB  | Anatoli Galouza (de)        |                |            |
| 12*                               | GB  | Andreï Minevski (de)        |                |            |
| 2*                                | ALD | Constantine Charovarov (de) | 2              |            |
| 3                                 | P   | Iouri Karpouk (de)          |                |            |
| 4                                 | AR  | Alexandre Moseïkine (de)    | 1              |            |
| 6*                                | DC  | Andreï Parachtchenko (de)   | 1 ou 0         |            |
| 7*                                | P   | Iouri Chevtsov              | 3              |            |
| 8*                                | ARD | Alexandre Toutchkine        | 4 (1 p.)       |            |
| 9                                 | AL  | Vassili Sinkevitch          |                |            |
| 10                                | ARG | Andreï Barbachinski (de)    | 1              | Suspension |
| 11                                | ALG | Alexandre Karchakevitch     | 3 ou 4         |            |
| 13*                               | ARG | Mikhaïl Iakimovitch         | 10 ou 9 (3 p.) | Suspension |
| 15*                               | DC  | Georgi Sviridenko (de)      | 0 ou 2         |            |
| Entraîneur : Spartak Mironovitch. |     |                             |                |            |

|        | Statistiques   |          |
| ------ | -------------- | -------- |
| 26/..  | Buts marqués   | 21/..    |
| ..,. % | % réussite     | ..,. %   |
| 4/.    | Jets de 7 m    | 2 ou 3/. |
| ?      | Cartons jaunes | ?        |
| 4 min  | Suspensions    | 4 min    |
| 0      | Cartons rouges | 0        |
| ../..  | Arrêts         | ../..    |
| ..,. % | % d'arrêts     | ..,. %   |

| FC Barcelone                |     |                     |               |            |
| 1*                          | GB  | Lorenzo Rico        |               |            |
| 16                          | GB  | David Barrufet      |               |            |
| 2*                          | P   | Óscar Grau          | 3             | Suspension |
| 4*                          | P   | Milan Kalina (en)   | 3             |            |
| 5                           | P   | Juanón de la Puente |               |            |
| 6                           | AR  | Chema Paré          |               |            |
| 7*                          | ARD | Iñaki Urdangarin    | 3             |            |
| 8                           | DC  | Zlatko Portner      | 3             |            |
| 9*                          | ARG | Veselin Vujović     | 7 (2 ou 3 p.) | Suspension |
| 11*                         | ALD | Eugeni Serrano (es) | 2             |            |
| 14*                         | ALG | Joan Sagalés (de)   |               |            |
| 15                          | ALG | Fernando Barbeito   |               |            |
| Entraîneur : Valero Rivera. |     |                     |               |            |

Finale retour
| 9 juin 1990 19h00 | FC Barcelone          | 29 – 27 | SKA Minsk                   | Palau Blaugrana, Barcelone Arbitrage : Hoffmann et Prause |
| 9 juin 1990 19h00 | Vujović et Portner 10 | (13-11) | Toutchkine et Iakimovitch 9 | Palau Blaugrana, Barcelone Arbitrage : Hoffmann et Prause |
| 9 juin 1990 19h00 | ×3                    | ,       | ×3                          | Palau Blaugrana, Barcelone Arbitrage : Hoffmann et Prause |

| FC Barcelone                |     |                     |           |                         |
| 1*                          | GB  | Lorenzo Rico        |           |                         |
| 2*                          | P   | Óscar Grau          | 1         | Suspension · Suspension |
| 5*                          | P   | Juanón de la Puente | 2         |                         |
| 6                           | AR  | Chema Paré          |           |                         |
| 7*                          | ARD | Iñaki Urdangarin    | 2         | Suspension              |
| 8                           | DC  | Zlatko Portner      | 10 (7 p.) |                         |
| 9*                          | ARG | Veselin Vujović     | 10        |                         |
| 11*                         | ALD | Eugeni Serrano (es) | 2         |                         |
| 14*                         | ALG | Joan Sagalés (de)   | 2         |                         |
| 15                          | ALG | Fernando Barbeito   |           |                         |
| Entraîneur : Valero Rivera. |     |                     |           |                         |

|        | Statistiques   |        |
| ------ | -------------- | ------ |
| 29/..  | Buts marqués   | 27/..  |
| ..,. % | % réussite     | ..,. % |
| 7/.    | Jets de 7 m    | 2/.    |
| ?      | Cartons jaunes | ?      |
| 6 min  | Suspensions    | 6 min  |
| 0      | Cartons rouges | 0      |
| ../..  | Arrêts         | ../..  |
| ..,. % | % d'arrêts     | ..,. % |

| SKA Minsk                         |     |                             |          |            |
| 1                                 | GB  | Anatoli Galouza (de)        |          |            |
| 12*                               | GB  | Andreï Minevski (de)        |          |            |
| 2*                                | ALD | Constantine Charovarov (de) | 3        |            |
| 3                                 | P   | Iouri Karpouk (de)          |          |            |
| 4                                 | AR  | Alexandre Moseïkine (de)    |          |            |
| 6*                                | DC  | Andreï Parachtchenko (de)   | 1        |            |
| 7*                                | P   | Iouri Chevtsov              | 3        | Suspension |
| 8*                                | ARD | Alexandre Toutchkine        | 9 (1 p.) |            |
| 9                                 | AL  | Vassili Sinkevitch          |          |            |
| 10                                | ARG | Andreï Barbachinski (de)    | 1        |            |
| 11*                               | ALG | Alexandre Karchakevitch     | 1        | Suspension |
| 13*                               | ARG | Mikhaïl Iakimovitch         | 9 (1 p.) |            |
| 15                                | DC  | Georgi Sviridenko (de)      |          | Suspension |
| Entraîneur : Spartak Mironovitch. |     |                             |          |            |

- évolution du score[12] : 3-3, 5-6, 7-8, 9-10, 12-11, 13-11 (mi-temps) ; 15-12, 18-16, 20-18, 22-22, 25-23, 29-27.

## Le champion d'Europe
| Champion d'Europe – Coupe des clubs champions 1989-1990 SKA Minsk 3e titre |

L'effectif du SKA Minsk comprenait notamment :
- Anatoli Galouza (de) (GB)
- Andreï Minevski (de) (GB)
- Constantine Charovarov (de)
- Iouri Karpouk (de)
- Alexandre Moseïkine (de)
- Andreï Parachtchenko (de)
- Iouri Chevtsov
- Alexandre Toutchkine
- Vassili Sinkevitch
- Andreï Barbachinski (de)
- Alexandre Karchakevitch
- Mikhaïl Iakimovitch
- Georgi Sviridenko (de)

Entraîneur
- Spartak Mironovitch.